# ألكسندر كوش (مجدف)
الكسندر كوش (الألمانية السويسرية الموحدة: Alexander Koch) هو مجدف سويسري، ولد في 18 مايو 1967.

## وصلات خارجية
- هذه المقالة غير مرتبط بويكي بيانات